# Carrickmacross
Carrickmacross (irl. Carraig Mhachaire Rois) – miasto w hrabstwie Monaghan w Irlandii.